# Paul Marcelles
Paul Marcelles (París, 1863 - ?) fou un compositor francès del romanticisme.
Va escriure la música de nombrosos balls, pantomimes, operetes i revistes representades amb èxit en els principals teatres de París.